# Malirekus
Malirekus is een geslacht van steenvliegen uit de familie Perlodidae. De wetenschappelijke naam van het geslacht is voor het eerst geldig gepubliceerd in 1952 door Ricker.

## Soorten
Malirekus omvat de volgende soorten:
- Malirekus hastatus (Banks, 1920)
- Malirekus iroquois Stark & Szczytko, 1988